# Gouvernement Somers
Le gouvernement Somers est un gouvernement flamand quadripartite composé de socialistes, écologistes, libéraux et de la composante SPIRIT, issue de la Volksunie et alliée au SP.a.
Ce gouvernement remplace le 10 juin 2003 le gouvernement Dewael et fonctionnera jusqu'au 22 juillet 2004, après les élections régionales. Il sera suivi par le gouvernement Leterme.

## Composition
| Fonction | Titulaire | Titulaire                                 | Parti  |
| --- | --------- | ----------------------------------------- | ------ |
| Ministre-Président                                                                                                |           | Bart Somers                               | VLD    |
| Vice-Président, ministre de l’Emploi et du Tourisme                                                               |           | Renaat Landuyt                            | SP.a   |
| Ministre des Finances et du Budget, de l’Aménagement du territoire, des Sciences et de l’Innovation technologique |           | Dirk Van Mechelen                         | VLD    |
| Ministre des Affaires intérieures, de la Fonction publique et de la Culture et de la Jeunesse                     |           | Paul Van Grembergen                       | SPIRIT |
| Ministre de l’Économie, de la Politique extérieure et de l’E-gouvernement                                         |           | Patricia Ceysens                          | VLD    |
| Ministre du Logement, des Médias et des Sports                                                                    |           | Marino Keulen                             | VLD    |
| Ministre du Bien-être, de la Santé et de l’Égalité des chances                                                    |           | Adelheid Byttebier                        | Groen! |
| Ministre de la Mobilité, des Travaux publics et de l’Énergie                                                      |           | Gilbert Bossuyt                           | SP.a   |
| Ministre de l’Enseignement et de la Formation                                                                     |           | Marleen Vanderpoorten                     | VLD    |
| Ministre de l’Environnement, de l’Agriculture et de la Coopération au développement                               |           | Ludo Sannen (remplacé le 18 février 2004) | Groen! |
| Ministre de l’Environnement, de l’Agriculture et de la Coopération au développement                               |           | Jef Tavernier                             | Groen! |